# Initiative populaire « Interdiction des sociétés franc-maçonniques »
L'initiative populaire « Interdiction des sociétés franc-maçonniques » est une initiative populaire antimaçonnique suisse, rejetée par le peuple et les cantons le 28 novembre 1937. C'est la seule votation fédérale organisée dans le pays cette année-là.

## Contenu
L'initiative propose de modifier l'article 56 de la Constitution fédérale qui fixe le droit d'association en excluant explicitement les « sociétés franc-maçonniques, les loges maçonniques et Odd Fellows » ainsi que « les associations affiliées ou similaires » qui sont interdites sur le territoire de la Confédération.
Le texte complet de l'initiative peut être consulté sur le site de la Chancellerie fédérale.

## Déroulement

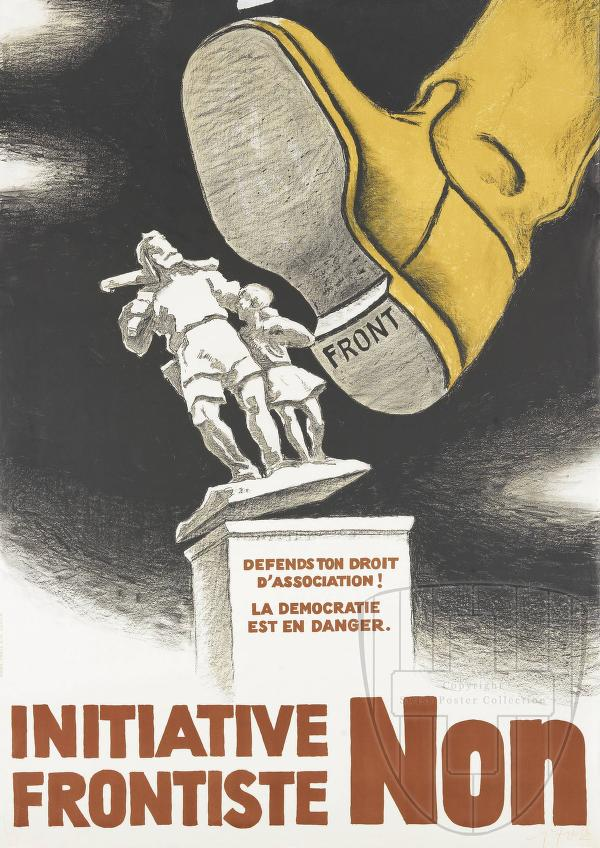
Affiche appelant à voter contre l'initiative.

### Contexte historique
Cette initiative est la seconde, après une demande de révision totale de la Constitution, lancée par les fronts populaires d'extrême-droite. Elle est lancée par un comité ad-hoc patronné par Arthur Fonjallaz (qui donne son nom à l'initiative), Georges Oltramare et Gottlieb Duttweiler.
Les francs-maçons suisses, pendant les années 1930, sont organisés en 41 loges qui relèvent toutes de la grande Loge suisse Alpina, sauf une à Genève qui relève du Grand Orient de France

### Récolte des signatures et dépôt de l'initiative
La récolte des 50 000 signatures nécessaires a débuté le 14 avril 1934. Le 31 octobre de la même année, l'initiative a été déposée à la chancellerie fédérale qui l'a déclarée valide le 10 décembre.

### Discussions et recommandations des autorités
Le parlement et le Conseil fédéral recommandent tous deux le rejet de cette initiative. Dans son message adressé à l'assemblée, le Conseil fédéral condamne une restriction du droit d'association, alors déjà limité de manière tout à fait générale aux associations illicites ou dangereuses pour l'État ; en fonction de son étude sur la situation et les buts de la franc-maçonnerie en Suisse, il conclut que les activités de ces associations ne peuvent être considérées comme « illicites, dangereuses pour l'État ou contraires aux mœurs ».

### Réactions
Georges Rigassi, bien que critique sur la franc maçonnerie, dénonce la notion des « associations affiliées ou similaires » qui est arbitraire et que l'Odd Fellows ou l'Union ne sont pas dangereuses.

### Votation
Soumise à la votation le 28 novembre 1937, l'initiative est massivement refusée à l'échelle cantonale, excepté dans le canton de Fribourg, et par 514 539 voix soit 68,7 % des suffrages exprimés contre 233 491 bulletins d'approbations. Le tableau et la carte ci-dessous détaillent les résultats par cantons :